# Don't Leave Home
Don't Leave Home este cel de-al treilea single extras de pe albumul Life for Rent, al interpretei de origine engleză, Dido.